# 篠原みなみ
篠原 みなみ （しのはら みなみ、7月7日 - ）は、日本のアイドル、モデル、Twitchストリーマー。
PPエンタープライズ所属。虹色幻想曲 〜プリズム・ファンタジア〜の元メンバー。
なお、松竹芸能に所属しているタレントの篠原みなみ（現：小夏みなみ）とは同姓同名の別人である。

## 略歴
2015年3月15日、愛梨萌、穴見沙帆、篠原みなみ、白星ちあきの4名で虹色幻想曲 〜プリズム・ファンタジア〜を結成。
2020年10月12日 『週刊プレイボーイ』（集英社）43号にグラビアで登場。
2021年11月17日、グループ卒業。同年12月からPPエンタープライズに所属する。
2022年8月9日、個人でのYouTube配信を開始。同年11月4日にはTwitchでの配信を開始。
2024年3月、麻雀最強戦のアシスタントに就任。4月1日発売の『近代麻雀』（竹書房）では同事務所の高見奈央、東雲うみと共に表紙を飾る。
2025年8月1日、昨年に引き続き麻雀最強戦2025のアシスタントに就任することを発表。

## 人物
- 職業は"かわいい"[6]。
- 趣味はゲーム、1人宅飲み[7]、食べ歩き、動画編集[6]。酒好きを公言しており、定期的にTwitchで宅飲み配信を行う。また、ほぼ毎日飲酒しており、4Lの業務用ウイスキーを自宅に常備している[8]。（ただし、ごぼう焼酎は苦手）
- 特技はSNS、人に好きになってもらうこと[7]、即興ドラム[6]。
- X（旧Twitter）での"おはよう"ポストの後の絵文字は自身が食べたものではなく、用意して与えているものとなっている[9]。
- ウサギと猫を飼っている。
- 好きな食べ物はお寿司、シャインマスカット[10]。嫌いな食べ物は無し[10]。パクチーが苦手だったが、現在は克服している。
- 好きな色は薄紫、水色[10]。（アイドル時代のメンバーカラーは紫色）
- 好きな動物は猫・ウサギ[10]。自宅でも猫（おもち）とウサギ（トノ）を飼っている。
- 好きなスポーツはスノーボード、バドミントン[10]。
- 好きなキャラクターはちいかわ[10]。
- 好きな俳優はトム・ヒドルストン[11]。
- 得意料理はパスタ[10]。
- 初恋の相手は"たけちゃん"。
- 中学・高校の部活動は吹奏楽部で、パーカッションを担当[12]。
- 中学1年時と高校時代に交通事故に遭っている。中学時は擦り傷、高校時は腰を痛めている[13]。
- 大学に進学するも、『やるべきことがほかに絶対にある』と感じ、半年経らずで辞める[12]。
- ウインクをする際は決まって正面向かって左目。
- 生まれ変わるとしたら"お金持ちのトラ"。

## 作品

### デジタル写真集
2021年
- あざとくたって、いいでしょ？（1月15日、集英社［週プレ PHOTO BOOK］、撮影：HIROKAZU）[14]

2022年
- 虎GIRLSパーティー（2月14日、少年画報社［YK PHOTO ALBUM］、撮影：フジシロタカノリ）共演：えなこ、伊織もえ、篠崎こころ、つんこ、宮本彩希、吉田早希、よきゅーん、茉夏[15]
- The Cutest（4月19日、双葉社［漫画アクションデジタル写真集］、撮影：フジシロタカノリ）[16]
- この世界には僕と君の2人だけ。（5月30日、集英社［週プレ PHOTO BOOK］、撮影：横山マサト）[17]
- ひだまりルーム（2022年6月27日、少年画報社［YK PHOTO ALBUM］、撮影：フジシロタカノリ）[18]
- Never Ending Halloween Night（10月21日、スクウェア・エニックス［ヤングガンガンデジタル写真集］、撮影：フジシロタカノリ）共演：えなこ、篠崎こころ、つんこ、宮本彩希、吉田早希、茉夏、よきゅーん[19]
- 秘密の銭湯女子会（11月30日、光文社［Platinum FLASHデジタル写真集］、撮影：カノウリョウマ）共演：茉夏[20]

2023年
- ヤンマガ×3大コスプレイヤー 真夏のセクシー祭 ヤンマガアザーっす！＜YM2023年29号未公開カット＞（6月19日、講談社［ヤンマガデジタル写真集］、撮影：岡本武志）共演：yami、かれしちゃん[21]
- ヤンマガアザーっす！＜YM2023年31号未公開カット＞（9月8日、講談社［ヤンマガデジタル写真集］、撮影：佐藤佑一）[22]
- Perfect Pretty Engaging Mermaid（9月22日、白泉社［アニマルデジタルフォトブック］、撮影：フジシロタカノリ）共演：伊織もえ、篠崎こころ、宮本彩希、えい梨、茉夏、みゃこ、吉田早希、よきゅーん[23]
- あつまれ！PPEパーティー（9月22日、白泉社［アニマルデジタルフォトブック］、撮影：フジシロタカノリ）共演：伊織もえ、篠崎こころ、宮本彩希、えい梨、茉夏、みゃこ、吉田早希、よきゅーん[24]

2024年
- 全部かわいいっ♪（1月8日、秋田書店［月チャンデジグラ］）
- イタズラしちゃうゾ（6月14日、双葉社［EX大衆デジタル写真集］、撮影：小池伸一郎）[25]
- 蠱惑的（12月17日、双葉社［漫画アクションデジタル写真集］、撮影：オノデラカズオ）[26]

## 出演

### イベント
- コミックマーケット
  - 101(2022年12月31日、東京国際展示場)
  - 102(2023年8月13日、東京国際展示場)
  - 103(2023年12月31日、東京国際展示場)
  - 104(2024年8月12日、東京国際展示場)
  - 105(2024年12月30日、東京国際展示場)
- Cosket-コスケット[27]
  - - Vol.3(2021年10月24日、新宿住友ビル三角広場)
  - - Vol.4(2022年3月20日、東京流通センター第一展示室)
  - - Vol.5(2023年4月2日、東京都立産業貿易センター浜松町館3F展示室)
  - - Vol.6(2023年12月10日、東京都立産業貿易センター浜松町館4F展示室)
  - - Vol.7(2025年4月29日、東京都立産業貿易センター浜松町館4F・5F展示室)
- 荒野行動6周年感謝祭（2023年11月11日、スターライズタワー（東京タワーメディアセンター内）Studio Earth（5F））- ダンスステージ（mumei、中山星香、あみ、篠崎こころ）（衣装はゲーム内スキンの「悪魔の女子」）
- Rakuten esports cup 
  - 第3回 大争奪戦 〜新緑の薫り～[28](2023年5月14日)
  - 第5回 大争奪戦 〜こたつに集まらNight 〜[29]（2023年12月19日）
- 東京ゲームショウ2023[30]（2023年9月23日、24日、幕張メッセ）- "パニシング：グレイレイヴン"ブースにて米倉みゆと出演（衣装はルシア・深紅ノ影『汎用式塗装』）
- ジャンプフェスタ2025[31](2024年12月21日、幕張メッセ) - MC "ドラゴンボールスーパーカードゲーム フュージョンワールド ジャンフェスSPステージ"
- えなこpresents Muse撮影会（2024年10月26日・27日、東京サマーランド） -出演(10月26日のみ)[32]

### ネット
- ゴー☆ジャス動画@GameMarket（2022年12月14日に初出演。その後、ゲストからオペレーター(アシスタント)に昇格）
- ドラゴンボールスーパーカードゲームフュージョンワールド[公式]「サイヤの日」直前特別番組～出でよ最新情報スペシャル～[33] (2025年3月17日)

### ウェブテレビ
- 麻雀最強戦 2024 （2024年3月17日 - 12月15日、ABEMA）[34]
- 市町村てくてく散歩（2024年8月23日、千葉テレビ放送）[35]
- 麻雀最強戦 2025（2025年8月16日 - 12月14日、ABEMA）[5]

### テレビ番組
- 全力坂（2022年10月11日・19日、テレビ朝日）[36][37]
- ジョシとドラゴン（2023年10月7日・14日・21日、TBSテレビ）
- 高専ロボコン2023 東海北陸地区大会（2023年11月23日、NHK総合1・名古屋）- 大会ゲスト[38]

### テレビドラマ
- 彼が僕に恋した理由(わけ)season2（2021年4月9日 - 6月11日、TOKYO MX）- 大倉洋子 役[39]

### モデル
- クリアストーン[40] 公式モデル

### ゲーム
- 職場少女 Fighting!（2024年、リリー）[41]